# Monachidium lunum
Monachidium lunum är en insektsart som först beskrevs av Johannson 1763.  Monachidium lunum ingår i släktet Monachidium och familjen gräshoppor. Inga underarter finns listade i Catalogue of Life.